# Rhamphomyia transversipyga
Rhamphomyia transversipyga är en tvåvingeart som beskrevs av Frey 1950. Rhamphomyia transversipyga ingår i släktet Rhamphomyia och familjen dansflugor. Inga underarter finns listade i Catalogue of Life.